# Giorgio Tuinfort
Giorgio Hesdey Tuinfort, dit Giorgio Tuinfort est un chanteur, musicien, compositeur et producteur néerlandais d'origine surinamienne, né à Paramaribo en 1981.
Il a travaillé avec différents artistes comme Akon, Michael Jackson, Sia, Rihanna, Whitney Houston, Lionel Richie ou encore David Guetta.